# پاسکال دورامه
پاسکال دورامه (فرانسوی: Pascal Deramé‎؛ زادهٔ ۲۵ ژوئیهٔ ۱۹۷۰) دوچرخه‌سوار اهل فرانسه است.